# Stein Erik Tafjord
Stein Erik Tafjord, född 2 november 1953 i Langevåg, Norge, är en norsk jazzmusiker och spelar tuba, och bror til jazzmusikern Runar Tafjord. Han är mest känd för att han är en del av The Brazz Brothers. Han spelar också i BassoNova.
Tafjord är utbildad vid Norges musikhögskola i Oslo. Efter många år i Kringkastingsorkestern startade han som freelance jazz- och studiomusiker. Som improvisatör har Tafjord utvecklat en avancerad och intressant spelstil som påverkat musiker och andra att bli mera uppmärksam på tuban som instrument. 
Han har turnerat med flera internationella orkestrar och musikgrupper, som till exempel The Scandinavian Tuba Jazz Inc. och Carla Bley Scandinavian Jazz Ensemble.
Stein Erik undervisar i jazz för tubaister på Norges musikhögskola i Oslo.

## Utmärkelser
- Buddyprisen (1991)[2]